# Vamberk
Vamberk (in tedesco Wamberg) è una città della Repubblica Ceca facente parte del distretto di Rychnov nad Kněžnou, nella regione di Hradec Králové.